# Главы Якутска
Глава Якутска — высшее должностное лицо Якутска, возглавляющее высший орган исполнительной власти города — Окружную администрацию «Город Якутск» .
Глава городского округа «город Якутск» осуществляет исполнительно-распорядительную, координирующую и контрольную деятельность на территории города Якутска, возглавляющий Окружную администрацию на принципах единоначалия . Правовой статус главы округа определяется Конституцией Российской Федерации, федеральными законами, Конституцией (Основным законом) Республики Саха (Якутия), законами Республики Саха (Якутия), настоящим Уставом и принимаемыми в соответствии с ними решениями Якутской городской Думы .

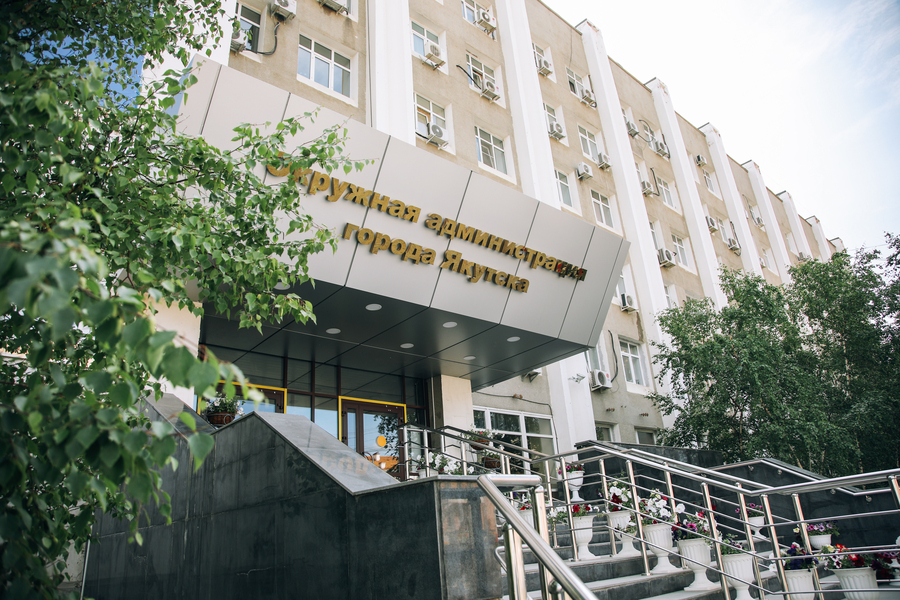
Окружная администрация города Якутска.

## Полномочия мэра Якутска
Мэр города в пределах своих полномочий отвечает за состояние всех сфер жизнедеятельности города, реализацию принимаемых планов и программ социально-экономического развития города, принятие своевременных мер в случаях чрезвычайных обстоятельств, представляющих угрозу жизни граждан, их безопасности и правам .
Координирует вопросы и обеспечивает руководство деятельностью по выработке государственной политики и нормативно-правовому регулированию в сфере демографии и гендерного равенства, социальной защиты населения, в том числе социальной защиты семьи, женщин и детей, граждан пожилого возраста и ветеранов, опеки и попечительства в отношении совершеннолетних недееспособных или не полностью дееспособных граждан, социального обслуживания населения; в сфере занятости населения и безработицы, трудовой миграции, альтернативной гражданской службы .
Срок полномочий мэра Якутска — 5 лет .

Список глав города Якутска в XX—XXI веках:

## Председатели Якутского горисполкома (горсовета)
1. Литвинов Михаил Афанасьевич 09-12.1921
2. Бубякин Дмитрий Кузьмич 01.1922-05.1924
3. Даниш Леон Людвигович 06-12.1924
4. Ойунский Платон Алексеевич 01-12.1925
5. Савельев Иван Иванович 12.1925-05.1926
6. Иванов Владимир Александрович 05.1926-06.1928
7. Стародуб Марк Наумович 08-12.1928
8. Шиц Григорий Львович 01-09.1929
9. Литвинов Михаил Афанасьевич 10.1929-01.1930
10. Нога Григорий Данилович 01-03.1930
11. Литвинов Михаил Афанасьевич 04-08.1930
12. Кардашевский Руф Иванович 08-12.1930
13. Бектугулов Давлет Кочубеевич 01.1931-05.1932
14. Батанин 05-07.1932
15. Бубякин Николай Васильевич 07.1932-12.1935
16. Баширов Габид Оскарович 12.1935-09.1937
17. Васильев Сергей Степанович 09.1937-10.1938
18. Вологжин Петр Алексеевич 10.1938-03.1939
19. Бухтояров Федор Максимович 04.1939-12.1939
20. Калинин Николай Иванович 12.1939-06.1943
21. Малинченко Павел Кузьмич 06.1943-01.1944
22. Фаткулов Нургали Гизетович 01.1944-04.1946
23. Колотий Николай Петрович 04.1946-01.1951
24. Таурин Франц Николаевич 01.1951-08.1952
25. Антипин Павел Петрович 08.1952-03.1957
26. Терешкин Николай Дмитриевич 05.1957-03.1961
27. Семёнов Михаил Николаевич 03.1961-01.1967
28. Алексеев Иван Николаевич 01.1967-01.1971
29. Смирнов Виталий Петрович 01.1971-05.1972
30. Толмачёв Иннокентий Павлович 06.1972-06.1976
31. Черов Иван Данилович 06.1976-01.1980
32. Шамшин Владислав Павлович 01.1980-08.1983
33. Коркин Юрий Семенович 08.1983-09.1988
34. Бородин Павел Павлович 11.1988-1992

## Российская Федерация
1. Томтосов Алексей Александрович 1993 — 1995
2. Борисов Спартак Степанович 1995 — 1997
3. Михальчук Илья Филиппович 11 января 1998 — 10 сентября 2007
4. Заболев Юрий Вадимович 2 декабря 2007 — 23 декабря 2011
5. Николаев Айсен Сергеевич 15 марта 2012 — 28 мая 2018
6. Ефремов Пётр Семенович (и. о. 28 мая — 17 сентября 2018)
7. Авксентьева Сардана Владимировна 17 сентября 2018 — 14 января 2021
8. Григорьев Евгений Николаевич со 2 апреля 2021 — по наст. время [7]